# Lisa-Marie Blum
Lisa-Marie Blum, geb. Koch, (* 3. Oktober 1911 in Geestemünde; † 16. März 1993 in Hamburg) war eine deutsche Schriftstellerin, Malerin und Grafikerin.

## Biografie

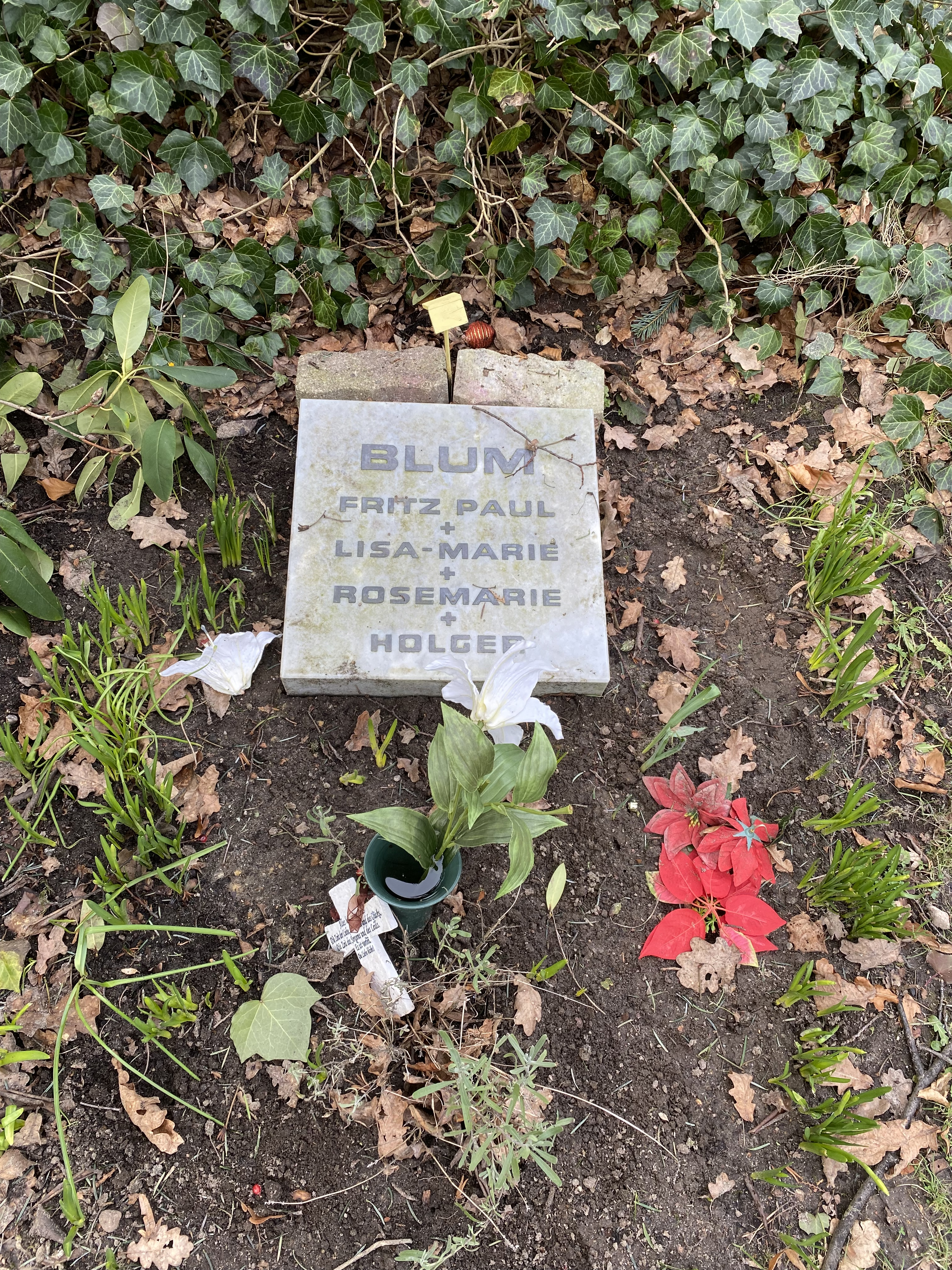
Grabstätte auf dem Friedhof Ohlsdorf

Blum war die Tochter eines Fischgroßhändlers in Geestemünde. Ihre Schwester war die Kinderbuchautorin Gerda Marie Scheidl (1913–2005). Ab 1929 studierte sie Malerei und Grafik in Berlin. Sie heiratete dort 1934 den Maler und Grafiker Fritz Paul Blum (1897–1971); die beiden hatten drei Kinder. Sie unterhielten in Berlin ein Atelier, das bei einem Bombenangriff 1943 zerstört wurde; dabei gingen alle ihre Werke verloren. Im März 1945 floh sie mit ihren Kindern nach Wesermünde (heute Bremerhaven) zu ihren Eltern; ihr Mann folgte ihr nach Kriegsende. 1950 zogen sie nach Hamburg um.
Blum zeichnete und schrieb Märchen- und Kinderbücher und veröffentlichte auch Lyrik, Bildbände und Erzählungen. Für die Erzählung Die Sternbilder der Zwillinge erhielt sie 1957 den Literaturpreis des Süddeutschen Rundfunks.
Ihre letzte Ruhestätte fand Lisa-Marie Blum auf dem Friedhof Ohlsdorf. Die Grabstätte liegt im Planquadrat G 15 östlich von Kapelle 4.
2019 wurde in Bremerhaven, ein Weg ihr zu Ehren, in Lisa-Marie-Blum-Weg benannt.

## Werke (Auswahl)
- 1930: Das bunte Buch, Bilder und Verse
- 1946: Der Geburtstagskuchen, Bildband
- 1953: Kommt spielt mit uns; Bilderbuch
- 1953: Der liebe gute Spielzeugmann. Eine lustige Spielzeuggeschichte. Hamburg, Alfred Hahn Verlag
- 1956: Wittkopp – Die Geschichte von Uwe und seinem Segelschiff
- 1957: Die Sternbilder der Zwillinge
- 1959: Das geheimnisvolle Karusell
- 1968: Die Seejungfrau im Muschelhaus
- 1973: Die kleine Eule und andere Tiergeschichten.
- 1974: Ausgerechnet Wasserflöhe
- 1978: Marionetten
- 1983: Das Cafe an der Madeleine
- 1983: Der geheimnisvolle Computer
- 1985: Die Ponyapotheke
- 1986: Der kleine Bär kann fliegen
- 1988: Der Dosenöffner schneidet glatt, Gedichte
- 1989: Gruselchen. Thienemann, Stuttgart
- 1991: Das Tigerauge. Thienemann, Stuttgart